# 阿尔泰葶苈
阿尔泰葶苈（学名：Draba altaica）为十字花科葶苈属下的一个种。

## 变种
- 总序阿尔泰葶苈（学名：Draba altaica var. racemosa）为十字花科葶苈属阿尔泰葶苈的变种。分布于中国大陆的新疆、西藏等地，生长于海拔2,600米至4,470米的地区，多生长在山坡。
- 矮阿尔泰葶苈（学名：Draba altaica f. pusilla）为十字花科葶苈属阿尔泰葶苈下的一个变型。分布于土耳其斯坦、克什米尔地区以及中国大陆的西藏、新疆等地，生长于海拔3,300米至5,300米的地区，多生长在高山沼泽和流石坡。
- 小果阿尔泰葶苈（学名：Draba altaica var. microcarpa）为十字花科葶苈属阿尔泰葶苈的变种。分布在中国大陆的西藏等地，生长于海拔5,100米至5,200米的地区，多生于沙石质山坡。
- 苞叶阿尔泰葶苈（学名：Draba altaica var. modesta）是十字花科葶苈属阿尔泰葶苈的变种。分布于中国大陆的新疆、西藏、云南、四川等地，生长于海拔4,000米至5,200米的地区，一般生于山坡或沙石质山坡。

## 扩展阅读
- 維基物種上的相關：阿尔泰葶苈